# La Secuita
La Secuita település Spanyolországban, Tarragona tartományban. La Secuita Nulles, Renau, El Catllar, Els Pallaresos, Perafort, Els Garidells és Vallmoll községekkel határos. Lakosainak száma 1828 fő (2024).

## Népesség
A település népessége az elmúlt években az alábbi módon változott:
| Lakosok száma | 250  | 1015 | 951  | 825  | 1074 | 1165 | 1522 | 1665 | 1687 | 1828 |
|               | 1717 | 1887 | 1936 | 1960 | 1986 | 2004 | 2009 | 2014 | 2019 | 2024 |